# Woodstock (Connecticut)
Woodstock es un pueblo ubicado en el condado de Windham en el estado estadounidense de Connecticut. En el año 2005 tenía una población de 8047 habitantes y una densidad poblacional de 51 personas por km².

## Geografía
Woodstock se encuentra ubicada en las coordenadas 41°53′11″N 72°01′20″O / 41.88639, -72.02222.

## Demografía
Según la Oficina del Censo en 2000 los ingresos medios por hogar en la localidad eran de $55,313, y los ingresos medios por familia eran $65,574. Los hombres tenían unos ingresos medios de $46,017 frente a los $30,222 para las mujeres. La renta per cápita para la localidad era de $25,331. Alrededor del 4.2% de la población estaban por debajo del umbral de pobreza.